# 練習曲作品10第1號 (蕭邦)

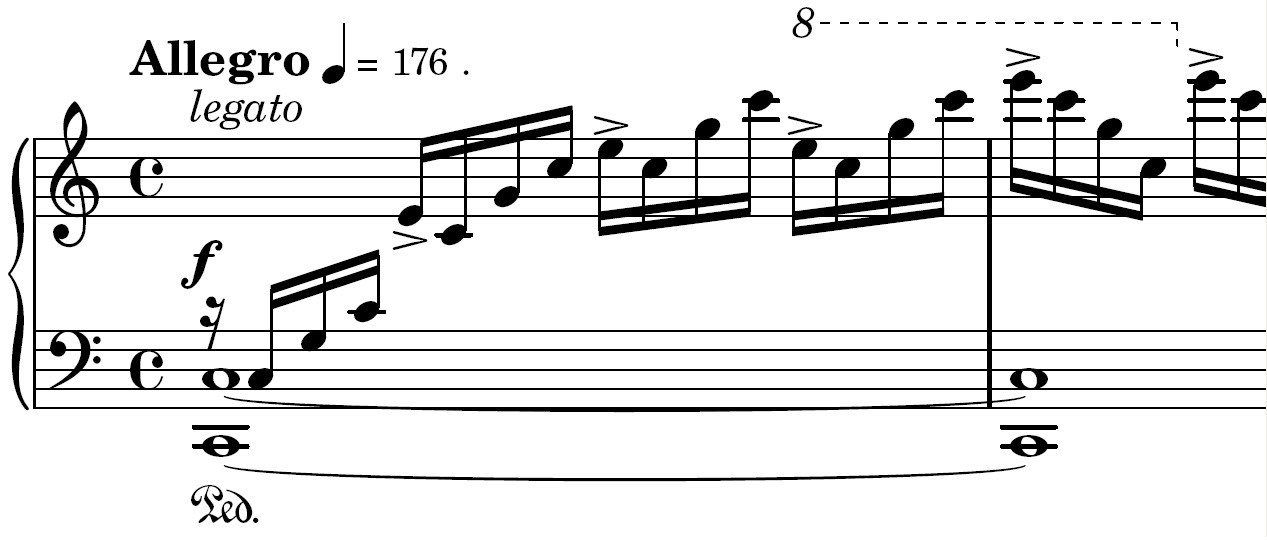
練習曲作品10第1號之開首

練習曲作品10第1號（Étude Op. 10, No. 1）是蕭邦的一首練習曲作品，作於1829年，1833年首次出版。此曲為C大調，4/4拍，快板，演奏時須以右手持续并急速地彈出开放型和弦的琶音。鋼琴家霍羅威茨指出對於他來說最困難的蕭邦練習曲是這一首，並拒絕作公開演奏。

## 結構

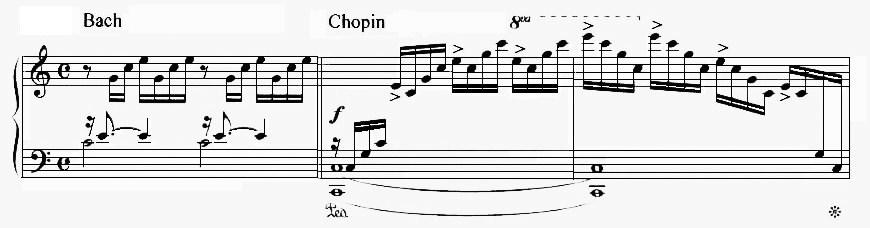
巴哈C大調前奏曲與蕭邦C大調練習曲之比較

此曲為三段體，其和音與巴哈的平均律键盘曲集第一首前奏曲有不少相似之處。
右手部分的琶音是基於十度和弦，音域廣達六個八度：左手部分為緩慢的八度旋律。此曲的困難之處在於右手轉換位置時樂段依然連續。
鋼琴家阿爾弗雷德·科爾托指出彈此曲時應注意「伸展及堅定地移動右手」，而另一鋼琴家艾伦·科戈索夫斯基建議右手應快速地移動來避免過度伸展。

## 改編

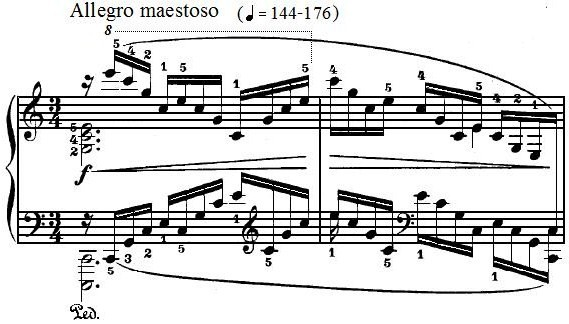
戈多夫斯基第一首改編作品

利奥波德·戈多夫斯基為此曲寫了兩首改編作品，第一首是用雙手同時彈奏琶音，第二首（改為降D大調）則是只用左手彈奏兩段琶音。

## 外部連結
- 练习曲作品10：国际乐谱典藏计划上的乐谱
- 来自乌托邦计划（英语：Mutopia Project）的多种格式乐谱 （页面存档备份，存于）
- 蕭邦練習曲分析 （页面存档备份，存于）
- Youtube上此曲的演奏音频：威廉·巴克豪斯，阿尔弗雷德·科尔托，克劳迪奥·阿劳，保罗·巴杜拉-斯科达，斯维亚托斯拉夫·里赫特及玛塔·阿格里奇；瓦伦提娜·李希特萨的演奏视频